# Edino Steele
Edino Steele (Kingston, 6 januari 1987) is een Jamaicaanse sprinter, die is gespecialiseerd in de 400 m. Zijn grootste prestaties leverde hij op de estafette.

## Loopbaan
In 2006 werd Steele vijfde op de 400 m op de wereldkampioenschappen voor junioren in Peking. In datzelfde jaar veroverde hij in deze discipline een bronzen medaille op de Centraal-Amerikaanse en Caribische juniorenkampioenschappen. Met een tijd van 46,29 s eindigde hij achter Renny Quow (goud) en Allodin Fothergill (zilver).
Op de wereldindoorkampioenschappen van 2008 in het Spaanse Valencia won hij met zijn teamgenoten Michael Blackwood, Adrian Findlay en DeWayne Barrett een zilveren medaille op de 4 x 400 m estafette. Met een tijd van 3.07,69 eindigden ze achter de Amerikaanse estafetteploeg (3.07,69) en voor de Dominicaanse estafetteploeg (brons; 3.07,22).

## Titels
- Centraal-Amerikaans en Caribisch juniorenkampioen 4 x 400 m - 2006

## Persoonlijke records
Outdoor
| Onderdeel | Prestatie        | Datum        | Plaats     |
| --------- | ---------------- | ------------ | ---------- |
| 100 m     | 10,40 (+2.0 m/s) | 25 juli 2004 | Greensboro |
| 200 m     | 20,39 (+1.3 m/s) | 25 aug. 2013 | Warschau   |
| 300 m     | 32,32            | 17 juli 2013 | Lahti      |
| 400 m     | 45,38            | 1 juli 2012  | Kingston   |

Indoor
| Onderdeel | Prestatie | Datum            | Plaats   |
| --------- | --------- | ---------------- | -------- |
| 60 m      | 6,73      | 27 december 2009 | New York |
| 200 m     | 20,84     | 17 februari 2010 | New York |
| 300 m     | 33,74     | 26 december 2004 | New York |
| 400 m     | 46,11     | 25 februari 2014 | Praag    |

## Palmares

### 400 m
- 2006: 5e WJK - 46,42 s

### 4 x 400 m estafette
- 2008:  WK indoor - 3.07,69
- 2013:  WK - 2.59,88
- 2014:  WK indoor - 3.03,69 (nat. rec.)